# Zahra Doumandji
Zahra Doumandji (en arabe : زهرة دومانجي), est une actrice et scientifique algérienne, née le 3 mai 1991 à Batna en Algérie. Elle commence sur les planches du théâtre de Batna en 2001. Zahra participe à différents festivals de théâtre et obtient 4 distinctions. Elle fait ses premiers pas dans le monde du cinéma en 2012 dans le film Harraga Blues de Moussa Haddad. En 2019, elle devient docteur en biologie de l’Université de Lorraine et elle est l’une des actrices principales du film Papicha de Mounia Meddour, sélectionné au Festival de Cannes dans la catégorie un certain regard.
Depuis septembre 2019, Zahra Doumandji entreprend une formation en chirurgie dentaire au sein de l’Université de Strasbourg,.

## Biographie

### Jeunesse et formation
Zahra Doumandji grandit dans le quartier du Stand, au centre-ville de la capitale des Aurès. Son père, est médecin et sa mère, enseignante de littérature anglaise.
Elle décroche son baccalauréat en 2009 et s’inscrit à la faculté de biologie de l’Université de Batna.
Durant ses études de biologie, elle intègre le théâtre régional de Batna et participe à des ateliers.
Doumandji soutient sa thèse de doctorat en biologie dont la spécialité est la nanotoxicologie le 3 mai 2019 à l’Institut Jean Lamour. Elle obtient une mention très honorable avec félicitations de son jury de thèse composé de Anna Bencsik, Jérémie Pourchez et Carole Ronzani. Le sujet de ses recherches concernait l'Identification des biomarqueurs d’exposition et d’effets aux nanoparticules métalliques sur modèle in vitro murin dirigé par Olivier Joubert.
Durant ses années de doctorat, elle arrive à fusionner ses deux passions d’interprétation et de science en participant à Ma Thèse en 180 secondes où elle joue son propre rôle de scientifique en vulgarisant ses travaux de recherche,,.

### Carrière théâtrale et cinématographique
En 2005, Zahra Doumandji est sollicitée pour accompagner des enfants lors d’un atelier de théâtre dans le but de les aider à apprendre un texte théâtral en français, elle finit par intégrer la troupe et joue le rôle principale de la pièce La mère. La même année, elle est repérée par Larbi Boulbina, auteur algérien, qui lui propose de jouer dans sa pièce de théâtre Noun dans le rôle de S’ghira. Sa troupe et elle participent avec cette pièce au Festival International de Théâtre Universitaire de Monastir (FITUMonastir) en Tunisie, où elle obtient le prix de meilleur espoir féminin par le jury du festival.
Le théâtre régional de Batna accueille Zahra Doumandji en 2006 pour la pièce chorégraphique 100 abris mise en scène par Chawki Bouzid et chorégraphiée par Slimane Habbes. Trois années plus tard, en 2009, elle revient au FITUMonastir avec un rôle dans la pièce de théâtre Cloches de Larbi Boulbina et mise en scène par Mehieddine Bouzid.
Elle obtient encore deux prix de meilleure interprétation. Le premier pour le rôle de la Femme joué dans Couple en or en 2010, puis pour le rôle de Halima dans la pièce de théâtre Fenêtre en 2012, ceci lors des deux éditions du Festival de Théâtre Universitaire de Marrakech (FITUMarrakech).
Elle participe au festival de théâtre professionnel d’Alger en 2010, elle joue au sein de la troupe irakienne dirigée par Fadi El Hadi dans Camp. Lors de ce festival, elle accompagne des amis comédiens au casting du film Harraga Blues de Moussa Haddad, où elle sera prise pour le rôle de Hayette. Ce film sera le dernier film de Moussa Haddad. Elle y joue la meilleure amie et collègue de Zola (Mouni Bouallam), fiancée de Zine (Karim Hamzaoui).
En 2015, Zahra Doumandji joue le rôle d’Isabelle dans le film de Rim Laaredj L’ombre et la lumière écrit par Rabah Drif, long métrage de fiction sur le mouvement des étudiants algériens durant la guerre de libération nationale. Par la suite, Zahra Doumandji interprète le personnage de Helyette dans le film Les intrus de Mohammed Foudil Hazourli. Ce film retrace des faits historiques inspirés de la révolution algérienne écrit par Djamel Merdaci.
Elle participe au casting du film policier Le Sang des loups écrit et réalisé par Amar Sifodil sorti le 1er janvier 2019. 
La même année, le film Papicha de Mounia Meddour sort dans lequel elle joue le rôle de Kahina aux côtés de Lyna Khoudri, Shirine Boutella, Amira Hilda Douaouda, Meriem Medjkane et Nadia Kaci. Kahina est un personnage emplit de sensualité, de joie et d’innocence, il symbolise à la perfection les femmes algériennes. Le film est sélectionné au Festival de Cannes dans la catégorie « un certain regard ».

## Filmographie

### Cinéma
- 2013 : Harraga Blues de Moussa Haddad
- 2014 : L’ombre et la Lumière de Rim Laaredj
- 2015 : Les intrus de Mohammed Foudil Hazourli
- 2019 : Le Sang des loups de Amar Sifodil : Sarah
- 2019 : Papicha de Mounia Meddour (César du meilleur premier film) : Kahina
- 2022 : Houria de Mounia Meddour
- 2024 : Le premier rôle de Amor Hakkar[réf. souhaitée]

### Télévision
- 2014 : Les secrets passés de Bachir Sellami

## Théâtre
- 2001 : La petite chipie, mise en scène par Tatif
- 2005 : Noun, mise en scène par Djamel Ghecham
- 2006 : 100 Abris, mise en scène par Chawki Bouzid et chorégraphiée par Slimane Habbes
- 2009 : Cloches, mise en scène par Mehieddine Bouzid
- 2010 : Couple en or, mise en scène par Mabrouk Ferroudji
- 2010 : Camp, mise en scène par Fadi El Hadi
- 2012 : Fenêtre, mise en scène par Mabrouk Ferroudji
- 2017 : Pliés, de Rachel Simonin, mise en scène par Caroline Bornemann
- 2018 : Ivresse de Falk Richter, mise en scène par Caroline Bornemann

## Distinctions

### Théâtre
- 2005 : Festival International de Théâtre Universitaire de Monastir : meilleur espoir féminin pour son rôle de S’ghira dans la pièce Noun, mise en scène par Djamel Ghecham[4],[17]
- 2009 : Festival International de Théâtre Universitaire de Monastir : meilleure interprétation féminine pour son rôle de la fille de Sakura dans la pièce Cloches, mise en scène par Mahieddine Bouzio[4],[17]
- 2010 : Festival International de Théâtre Universitaire de Marrakech : meilleure interprétation féminine du rôle de la Femme dans couple en or, mise en scène par Mabrouk Ferroudji[4],[17]
- 2012 : Festival International de Théâtre Universitaire de Marrakech : meilleure interprétation féminine du rôle de Halima dans Fenêtre, mise en scène par Mabrouk Ferroudji[4],[17]

### Science
- 2018 : Finaliste du concours régional Ma thèse en 180 secondes[7]
- 2019 : Prix de thèse de doctorat de l’université de Lorraine